# Онитковцы
Онитковцы (укр. Онитківці) — село на Украине, находится в Тывровском районе Винницкой области.
Код КОАТУУ — 0524583205. Население по переписи 2001 года составляет 185 человек. Почтовый индекс — 23350. Телефонный код — 4355.
Занимает площадь 0,97 км².

## Адрес местного совета
23350, Винницкая область, Тывровский р-н, с. Жахновка, ул. Октябрьская, 20